# إليزابيث كوفين
إليزابيث كوفين (بالإنجليزية: Elizabeth Coffin) هي رسامة أمريكية، ولدت في 9 سبتمبر 1850 في بروكلين في الولايات المتحدة، وتوفيت في 21 يونيو 1930 في نانتوكيت في الولايات المتحدة.

## معرض صور

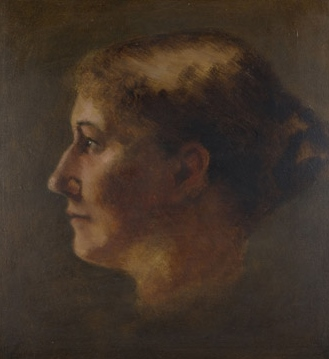
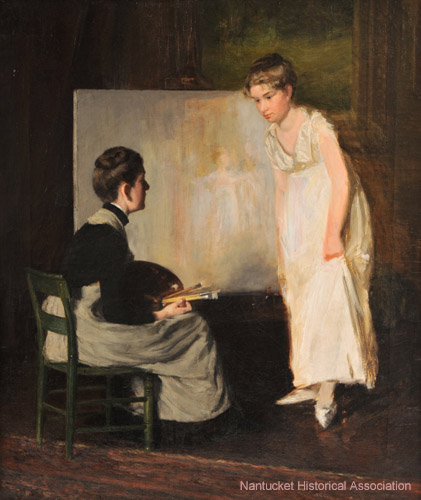
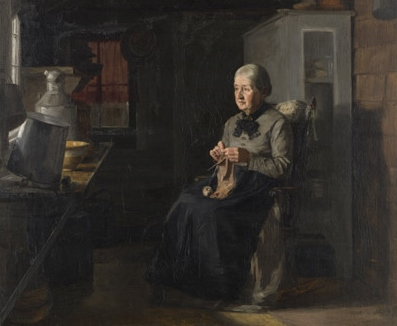
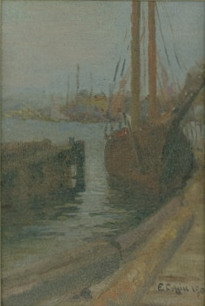
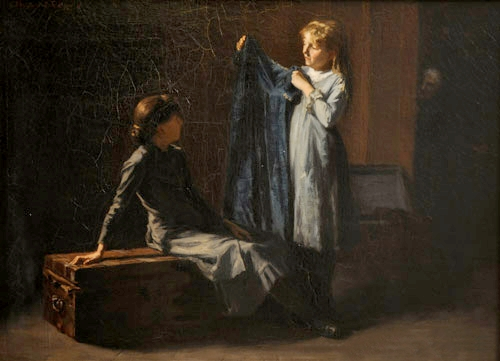
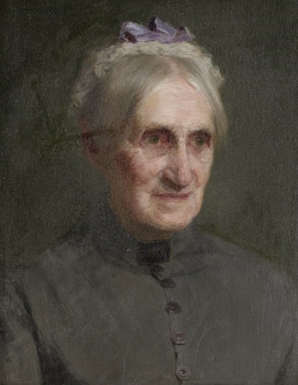